# Dendropicos stierlingi
El pito de Stierling (Dendropicos stierlingi) es una especie de ave piciforme de la familia Picidae que vive en África suroriental.  

## Distribución y hátitat
Se encuentra en la sabana arbolada de miombo oriental, que se extiende por el noroeste de Mozambique, el sur de Tanzania y zonas colindantes de Malaui.